# Renato De Sanzuane
Renato De Sanzuane (né le 5 mars 1925 à Venise et mort le 23 juin 1986  dans la même ville) est un joueur italien de water-polo.

## Biographie
Renato De Sanzuane participe aux Jeux olympiques d'été de 1952 et remporte la médaille de bronze de la compétition.

## Palmarès

### Jeux olympiques
- Jeux olympiques d'été de 1952 à Helsinki,  Finlande
  -  Médaille de bronze.